# Acide méclofénamique
L'acide méclofénamique est un anti-inflammatoire non stéroïdien (AINS) inhibiteur non spécifique des COX-1 et COX-2 (cyclooxygénase).